# Augy (Yonne)
Augy és un municipi francès, situat al departament del Yonne i a la regió de Borgonya - Franc Comtat. L'any 2007 tenia 1.084 habitants.

## Demografia

### Població
El 2007 la població de fet d'Augy era de 1.084 persones. Hi havia 406 famílies, de les quals 112 eren unipersonals (44 homes vivint sols i 68 dones vivint soles), 111 parelles sense fills, 147 parelles amb fills i 36 famílies monoparentals amb fills.
La població ha evolucionat segons el següent gràfic:
Habitants censats

### Habitatges
El 2007 hi havia 454 habitatges, 423 eren l'habitatge principal de la família, 10 eren segones residències i 21 estaven desocupats. 434 eren cases i 19 eren apartaments. Dels 423 habitatges principals, 323 estaven ocupats pels seus propietaris, 93 estaven llogats i ocupats pels llogaters i 6 estaven cedits a títol gratuït; 3 tenien una cambra, 19 en tenien dues, 93 en tenien tres, 138 en tenien quatre i 169 en tenien cinc o més. 345 habitatges disposaven pel capbaix d'una plaça de pàrquing. A 168 habitatges hi havia un automòbil i a 203 n'hi havia dos o més.

### Piràmide de població
La piràmide de població per edats i sexe el 2009 era:
| Homes | Edats   | Dones |
| ----- | ------- | ----- |
| 0     | 95 o +  | 0     |
| 8     | 90 a 94 | 8     |
| 8     | 85 a 89 | 8     |
| 4     | 80 a 84 | 4     |
| 16    | 75 a 79 | 20    |
| 12    | 70 a 74 | 12    |
| 28    | 65 a 69 | 24    |
| 8     | 60 a 64 | 44    |
| 36    | 55 a 59 | 28    |
| 32    | 50 a 54 | 16    |
| 52    | 45 a 49 | 32    |
| 44    | 40 a 44 | 52    |
| 68    | 35 a 39 | 44    |
| 44    | 30 a 34 | 44    |
| 16    | 25 a 29 | 16    |
| 20    | 20 a 24 | 20    |
| 44    | 15 a 19 | 48    |
| 44    | 10 a 14 | 64    |
| 20    | 5 a 9   | 40    |
| 12    | 0 a 4   | 32    |

## Economia
El 2007 la població en edat de treballar era de 693 persones, 521 eren actives i 172 eren inactives. De les 521 persones actives 480 estaven ocupades (242 homes i 238 dones) i 41 estaven aturades (20 homes i 21 dones). De les 172 persones inactives 44 estaven jubilades, 61 estaven estudiant i 67 estaven classificades com a «altres inactius».

### Ingressos
El 2009 a Augy hi havia 429 unitats fiscals que integraven 1.063 persones, la mediana anual d'ingressos fiscals per persona era de 18.357,5 €.

### Activitats econòmiques
Dels 23 establiments que hi havia el 2007, 3 eren d'empreses alimentàries, 1 d'una empresa de fabricació d'altres productes industrials, 4 d'empreses de construcció, 3 d'empreses de comerç i reparació d'automòbils, 2 d'empreses d'hostatgeria i restauració, 2 d'empreses d'informació i comunicació, 2 d'empreses de serveis, 3 d'entitats de l'administració pública i 3 d'empreses classificades com a «altres activitats de serveis».
Dels 7 establiments de servei als particulars que hi havia el 2009, 3 eren guixaires pintors, 1 fusteria, 2 perruqueries i 1 restaurant.
Dels 3 establiments comercials que hi havia el 2009, 1 era una botiga de menys de 120 m², 1 una fleca i 1 una joieria.
L'any 2000 a Augy hi havia 7 explotacions agrícoles.

## Equipaments sanitaris i escolars
El 2009 hi havia 1 escola maternal i 1 escola elemental.

## Poblacions més properes
El següent diagrama mostra les poblacions més properes.